# Jażyniec
Jażyniec – wieś w Polsce położona w województwie wielkopolskim, w powiecie wolsztyńskim, w gminie Siedlec. Około 1 km na południe od wsi przepływa strumień Pintus, a dalej na południe Północny Kanał Obry.

## Historia
Miejscowość ma metrykę średniowieczną i istnieje co najmniej od XIII wieku. Wymieniona w 1231 w łacińskim dokumencie jako Jazinez, Iazinez, 1238 Iasinez, 1404 Iaziniec, 1419  Jazinecz, 1420 Jaszynecz, 1431 Jazynecz, Iezynecz, 1434 Jazynyecz, 1448 Gesynecz, 1530 Jaziniecz, 1563 Jazyniecz, 1571 Jasieniecz, Jaszieniecz.
Wieś początkowo była własnością rycerską należącą do kantora katedry gnieźnieńskiej Sędziwoja. W 1231 książę wielkopolski Władysław Odonic wystawił dokument, w którym oznajmiał, że Sędziwój ten nadał cystersom z Łekna swoje dobra dziedziczne, w tym m.in. dziedzinę zwaną Obra wraz z okolicznymi źrebiami i dziedzinami, w tym także wieś Jażyniec, w celu założenia Opactwa Cystersów w Obrze. W 1238 tenże Sędziwój nadał w spadku temu klasztorowi wszystkie swoje posiadłości, w tym m.in. Jażyniec, wraz z całym swoim dobytkiem.
W kolejnym dokumencie z 1247 wystawionym przez księcia Wielkopolski Przemysła I odnotowano, że książę ten uwolnił wszystkich mieszkańców w Obrze oraz cysterskich wsiach klasztornych, od wszelkich ciężarów prawa polskiego, dodając, że pewien źreb położony koło Obry zwany Jażyniec należy uważać za połączony ze wspomnianą wsią i dlatego powinien on korzystać z tych samych wolności. Historycy uważają jednak, że dokument ten jest w części sfałszowany i jego druga część dotycząca Jażyńca została dopisana później. W 1280 książę wielkopolski Przemysł II nadał Janowi z Obry prawo lokowania na prawie niemieckim wsi Obra oraz Jażyńca wraz z ujazdem oraz immunitet ekonomiczny i sądowy dla obu wsi. W 1431 król Polski Władysław Jagiełło potwierdził przywileje klasztoru cystersów w Obrze, w tym m.in. nadanie z 1238 majątku przez kantora Sędziwoja wraz z młynem we wsi Obra oraz z Jażyńcem. Wieś leżała wówczas w powiecie kościańskim województwa wielkopolskiego w Koronie Królestwa Polskiego.
Miejscowość odnotowały historyczne regesty podatkowe dzięki czemu zachowały się także informacje o wsi. W 1496 król Polski Jan Olbracht po wysłuchaniu skarg Piotra opata klasztoru w Obrze na poborców królewskich, którzy pobierali poradlne po wiardunku z każdego łanu we wsiach klasztornych, w tym m.in. w Jażyńcu, a także po zapoznaniu się z dawnymi przywilejami klasztornymi, zarządził, że we wsiach tych ma być pobierany wspomniany podatek tylko w wysokości dwóch groszy od każdego łanu. W 1530 odnotowano we wsi pobór z 4 łanów. W 1563 z 2 łanów sołtysich, karczmy oraz pobór od 12 rybaków. W 1571 płatnikiem podatków ze wsi był opat z Obry, który zapłacił go z 2 łanów sołtysich, karczmy, od 12 rybaków i 6 zagrodników. W 1581 pobrano podatki z 12 półłanków należących do miejscowych rybaków, dwóch łanów sołtysich, od 4 zagrodników z rolami, 13 zagrodników wolnych, komornika z bydłem, komornika biednego oraz od 12 rybaków.
Przy pierwszej numeracji w 1796 r.-  36 domostw oraz folwark. Dla wsi w 2020 r. sporządzono opis historii wszystkich dawnych zagród, począwszy od 1796 r. do czasów współczesnych.
Po rozbiorach Polski miejscowość wraz z całą Wielkopolską znalazła się w zaborze pruskim. Jażyniec, położony w Prusach Południowych nadany został w latach 1796-1797 majorowi von Hünerbeinowi. Pod koniec XIX wieku wieś, pod nazwą Jasieniec wchodziła w skład powiatu babimojskiego i liczyła 58 domostw i 442 mieszkańców, z czego 433 było wyznania rzymskokatolickiego. W 1921 roku stacjonowała tu placówka 17 batalionu celnego.
W latach 1975–1998 miejscowość administracyjnie należała do województwa zielonogórskiego. W 2014 w Jażyńcu było zameldowanych 526 osób, zaś w spisie osób zameldowanych z 31 grudnia 2019 ta liczba spadła do 506 osób.
Rejestr zabytków Narodowego Instytutu Dziedzictwa nie wykazuje żadnych zabytków w Jażyńcu.